# Petit-Val
Petit-Val (deutsch auch Kleintal oder Kleinfelden) ist eine am 1. Januar 2015 entstandene Fusionsgemeinde im Kanton Bern, Schweiz. Die im Verwaltungskreis Berner Jura gelegene Gemeinde wurde aus den vormals unabhängigen Gemeinden Châtelat (BFS-Nummer 0684), Monible (BFS-Nummer 0699), Sornetan (BFS-Nummer 0710) und Souboz (BFS-Nummer 0712) gebildet. Die neue Gemeinde erhielt die BFS-Nummer 0716. Sitz der Gemeindeverwaltung ist Souboz.

## Geschichte
Die Gemeinde Petit-Val entstand auf den 1. Januar 2015 durch die Fusion der vormals unabhängigen Gemeinden Châtelat, Monible, Sornetan und Souboz.

## Bevölkerung
Mit 484 Einwohnern (Stand 31. Dezember 2023) gehört Petit-Val nach wie vor zu den kleineren Gemeinden des Berner Juras. Die vier Gemeinden gehörten bereits vor der Fusion zu den kleinsten des Kantons, namentlich Monible, das mit noch 36 Einwohnern Ende 2013 als kleinste Gemeinde des Kantons galt.

## Politik
Gemeindepräsident ist seit 2023 Willy Pasche (Stand 2024).
Bei den Nationalratswahlen 2023 betrugen die Wähleranteile in Petit-Val (in Klammern die Veränderung im Vergleich zu den Wahlen 2019 in Prozentpunkten): SVP 54,31 % (+5,54), SP 14,29 % (+7,69), Grüne 10,89 % (−2,07), EVP 5,15 % (−0,18), FDP 3,66 % (+1,38), EDU 3,59 % (−0,05), glp 2,96 % (+1,42), Mitte 2,28 % (−7,18), SD 0,02 % (−1,20).